# Juan Mestre y Tudela
Juan Mestre y Tudela (1807  - 1889) est un avocat et homme politique espagnol.

## Biographie

### Débuts
Né en 1807 à Lérida dans une famille de propriétaires terriens, Juan Mestre est le fils de Cristóbal Mestre, docteur en droit, et de Rosa Tudela. Il devient avocat, ainsi que maire de sa ville natale sous le règne d'Isabelle II, à deux reprises, entre 1857 et 1858 puis 1866 et 1867, en tant que représentant du parti Modéré.
Au cours de ses mandats, il s'engage principalement dans l'urbanisme de sa ville, pavant de nombreuses rues, lançant la reconstruction du Pont-Vieux et celle de la façade du Palais de la Paeria, siège de la mairie, ou inaugurant le Parc des Champs Elysées de Lérida (es). Il achète aussi une peinture à l'huile pour orner la salle du conseil municipal au monastère Sainte-Marie de Sigena.

### Guerres carlistes
À la suite de la Révolution de 1868, il se rallie au mouvement carliste et durant la Sexenio Democrático, il dirige de 1870 à 1871 la Province de Lérida. En tant que carliste, il soutient Charles de Bourbon, et refuse donc la venue du roi Amédée Ier dans sa ville.
Durant la troisième guerre carliste, il est nommé vice-président de Catalogne, en 1874, sous l'égide du général Rafael Tristany. Celui-ci étant occupé au combat, il préside de facto la province. Il est ensuite capturé par les soutiens d'Isabelle II lors du siège de La Seu d'Urgell.
Après la guerre, il redevient avocat dans sa ville natale. En décembre 1881, il préside le conseil d'administration de la Banque marchande de Lérida, et en 1885, il est vice-président de la commission d'aide provinciale. En 1888, il se rallie à Ramón Nocedal dans sa scission avec le carlisme et la création du Parti intégriste.
Il meurt le 17 octobre 1889 à Lérida, laissant un fils.